# Natalie Corless
Natalie Corless (* 27. November 2003 in Whistler) ist eine kanadische Rennrodlerin. Sie startet im Einzel sowie mit Caitlin Nash im Doppelsitzer.
Natalie Corless lebt und trainiert in Whistler. Sie stammt ursprünglich aus Calgary, wo sie in der Nähe der traditionsreichen Olympiabahn für den Rodelsport begeistert wurde. Hinzu kam die landesweite Olympiabegeisterung in Kanada für die Olympischen Winterspiele 2010 von Vancouver. Aus Trainingsgründen zog sie später nach Whistler, wo sie der Jugendauswahl British Columbias angehörte. Seit 2018 ist sie Teil des kanadischen Nachwuchs-Nationalkaders. Neben anderen Sportarten spielte sie neun Jahre lang auch Fußball.
Ihr internationales Debüt abseits von Rennen im NorAm-Cup, wo sie 2018 die Einzelrennen in Whistler, Calgary und Lake Placid gewonnen hatte, gab Corless im Rahmen des A-Jugend-Weltcuprennen im Dezember 2018 in Park City. Im Einzel wurde sie bei einem Sieg ihrer Teamkameradin Trinity Ellis Fünfte. Mit ihrer Partnerin Caitlin Nash gewann sie anschließend das erste überhaupt offiziell ausgetragene internationale weibliche Doppelrennen im Rennrodeln. Zwei Tage später wiederholten sie den Doppelsieg und Corless wurde zudem hinter Ellis Zweite des Einzels. Auch beim Heimrennen in Calgary gewannen sie – allerdings als einzelne Starterinnen – das Doppelrennen, zudem wurde sie Siebte des Einzels. Nach dem Jahreswechsel gewann sie in St. Moritz ihr erstes Einzelrennen im Jugend-A-Weltcup. Anschließend wurden die Juniorenweltmeisterschaften 2019 in Innsbruck-Igls Corless' erste internationale Meisterschaften. Zunächst wurde sie 12. im Einzelrennen. Einen Tag später starteten Corless/Nash neben Lara Kipp und Selina Egle aus Österreich sowie Nadia Falkensteiner und Katharina Putzer aus Italien sowie Markéta Nováková und Anna Vejdělková aus Tschechien als eines der ersten reinen Frauendoppel erstmals in der allgemeinen Doppelklasse und wurden als 14. direkt hinter den Österreicherin zweitbestes weibliches Doppel. Mit der Staffel, zu der auch Samantha Judson und Colton Clarke gehörten, fuhren sie auf den achten Platz. Es folgten die Rennen im Jugend-A-Weltcup in Winterberg, bei denen Corless allein hinter den Lokalmatadorinnen Sophie Gerloff und Melina Cielaszyk aus Deutschland Dritte und Corless/Nash Achte wurden. Obwohl das Doppel die nordamerikanische Siegesserie in Europa gegen die starke europäische Konkurrenz nicht durchhalten konnte, gewannen sie am Ende der Saison als erste die Gesamtwertung im Jugendweltcup. Zudem gewann Corless auch die Gesamtwertung des Einzels. Zudem wurde sie kanadische Juniorenmeisterin. Im Juni 2019 zeichnete das Canadian Sport Institute Corless und Nash als Athleten des Monats aus.
Die Saison 2019/20 begann mit den A-Jugend-Weltcuprennen in Igls. In den Einzelrennen fuhr Corless auf den 12. Platz im Doppel mit Corless wurde sie Sechste und Fünfte. Für das letzte Weltcuprennen des Jahres im heimischen Whistler wurden Corless/Nash als erstes Frauendoppel überhaupt für den Weltcup nominiert. Corless war im Vormonat erst 16 Jahre alt geworden und somit eine der jüngsten Starterinnen im Weltcup überhaupt. Da im letzten Rennen vor den Festtagen und dem Jahreswechsel nicht mehr alle Nationen nach Übersee gekommen waren, qualifizierten sie sich als letztplatzierte der elf Teilnehmer des Nationencuprennens und wurden zwei Tage später im Hauptrennen 22. Das Rennen war zugleich die Amerika-Pazifikmeisterschaften 2019, in deren Rahmen Corless/Nash als eines von drei in Frage kommenden Doppeln auf den dritten Rang fuhren und die Bronzemedaille gewannen. Corless wurde zudem für das Nationencuprennen der Frauen nominiert, ohne jedoch die Möglichkeit zu haben, sich hier für das eigentliche Weltcuprennen zu qualifizieren. In dem Rennen fuhr sie auf den 10. Platz und ließ dabei höher einzuschätzende Fahrerinnen wie Madeleine Egle, Ulla Zirne, Verónica Ravenna Klaudia Domaradzka, Hannah Prock oder Aileen Frisch hinter sich. Es blieben die einzigen Einsätze der Saison in der höchsten Rennserie. Mit 34 Punkten kamen sie in der Gesamtwertung des Nationencup auf den 28., mit 19 Punkten im Weltcup auf den 29. Platz. In der Einzelwertung des Nationencups wurde sie mit 35 Punkten punktgleich mit Raychel Germaine und Xinyi Liu, wobei letztere dafür drei Rennen benötigte, geteilte 45. der Gesamtwertung. Der Auftritt im Weltcup hatte ein großes internationales Medienecho nach sich gezogen.

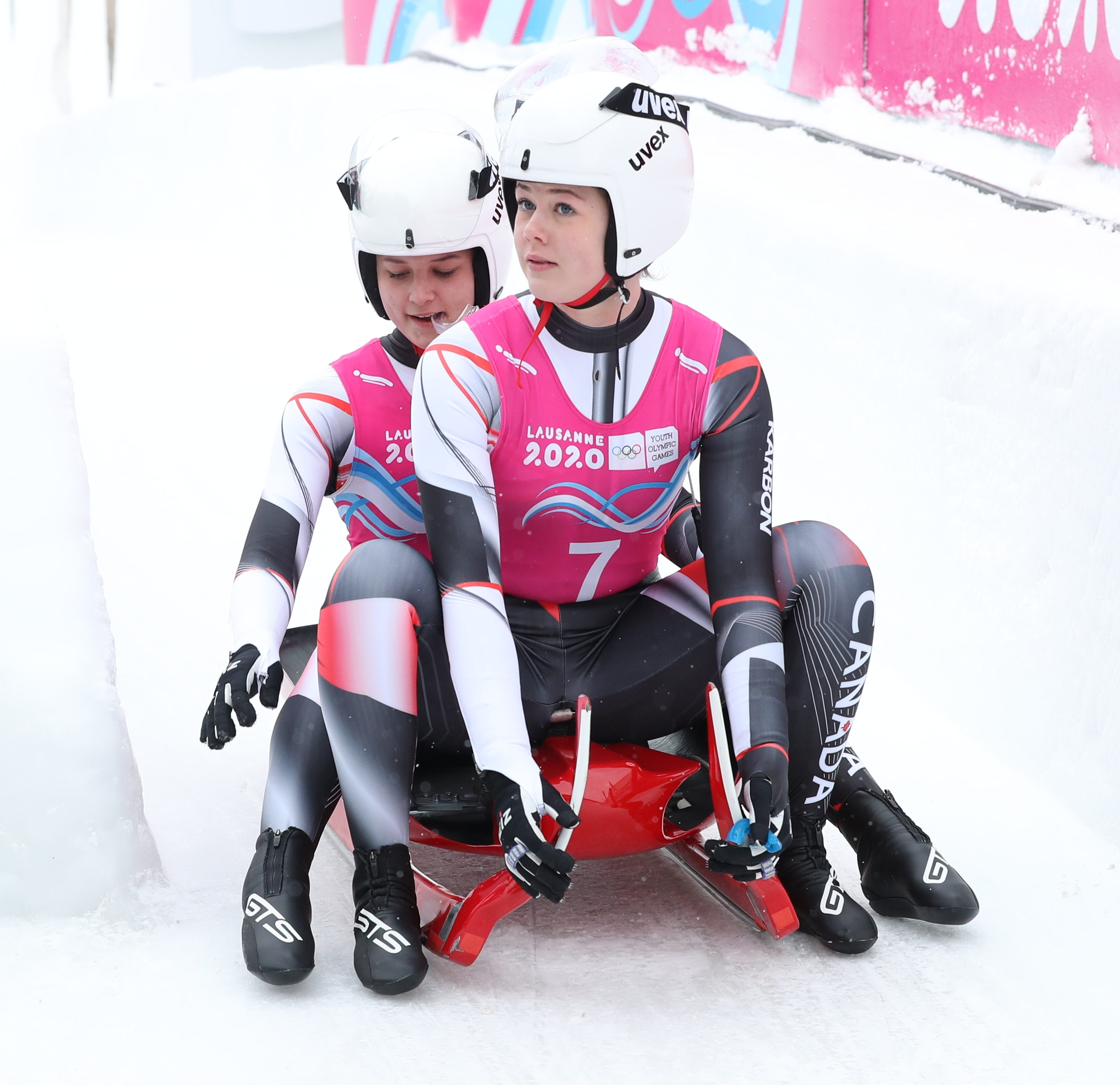
Corless/Nash im Ziel nach dem zweiten Lauf des Doppelrennens der Olympischen Jugendspiele

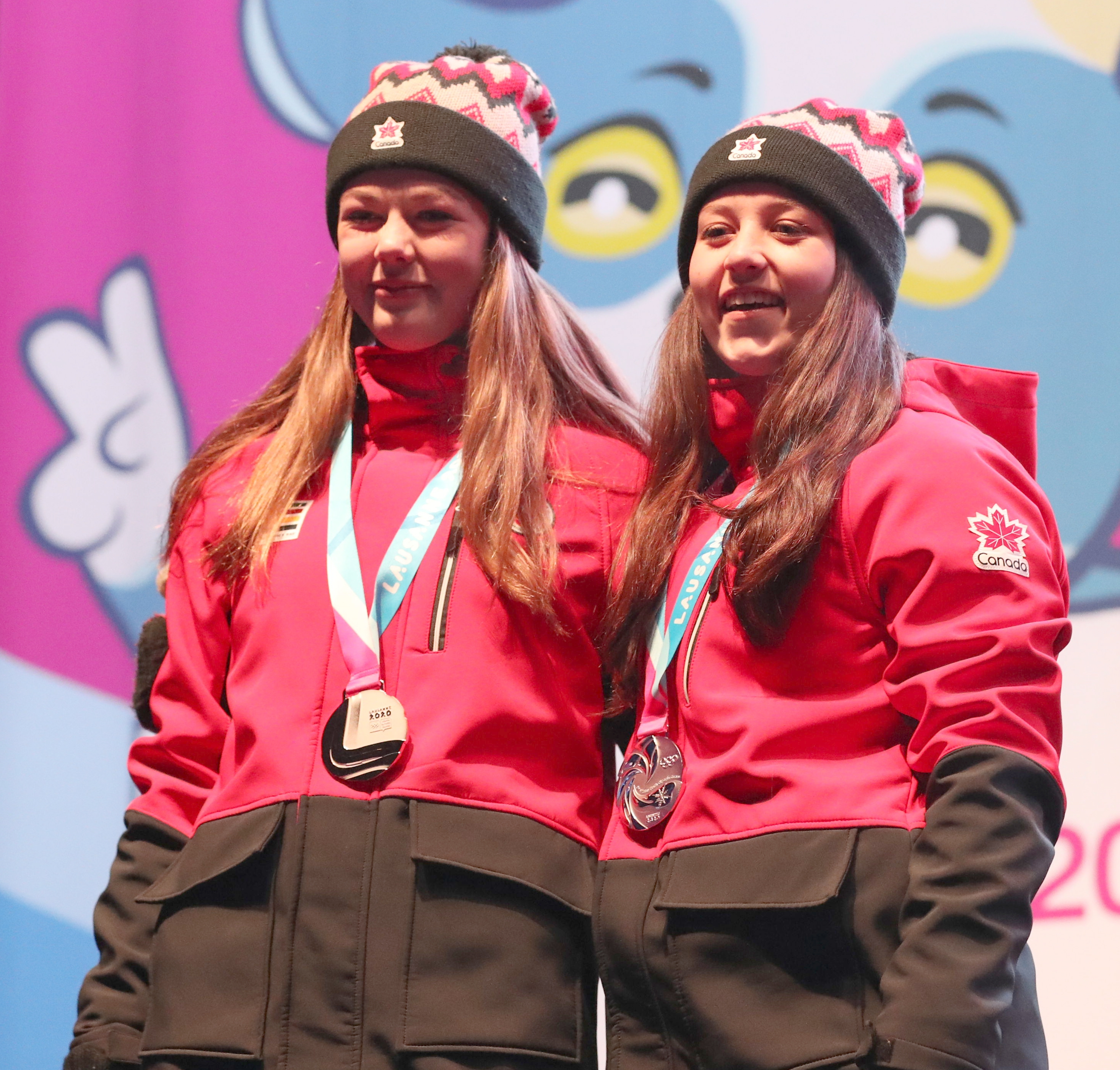
Nash & Corless bei der Siegerehrung der Olympischen Jugendspiele

Nach dem ersten Ausflug in den Leistungsbereich folgte der erste große Höhepunkt der Karriere, die Olympischen Jugend-Winterspiele 2020, deren Eiskanalrennen auf der Traditionsbahn von St. Moritz ausgetragen wurde. Corless/Nash gehörten neben den deutschen Jessica Degenhardt und Vanessa Schneider, den Österreicherinnen Egle und Kipp zu den großen Edelmetall-Favoriten für das erste weibliche olympische Rodeldoppel-Rennen. Nachdem sich kurz vor dem Start Selina Egle schwer verletzte und das österreichische Doppel ausfiel, gewannen die Kanadierinnen hinter den überlegenen Topfavoritinnen aus Deutschland die Silbermedaille. Für das Einzelrennen am Vortag wurde allerdings nicht Corless, sondern neben ihrer Doppelpartnerin Nash Kailey Allan nominiert. An der Seite des Italieners Alex Gufler und Kailey Allan verpassten Corless/Nash im Staffelrennen in einer gemischten Mannschaft als Viertplatzierte eine weitere Medaille nur knapp um einen Rang, aber zeitlich hinter Russland, Deutschland und Lettland um sportliche Welten. Eher enttäuschend verliefen die Juniorenweltmeisterschaften 2020 in Oberhof. Sowohl im Einzel als auch im Doppelrennen – erneut in einer Klasse mit den männlichen Doppeln – wurde Nash jeweils 15. Unter den 23 Doppeln waren sechs weibliche Doppelpaare am Start, von denen Corless/Nash das Beste waren.

## Weblinks

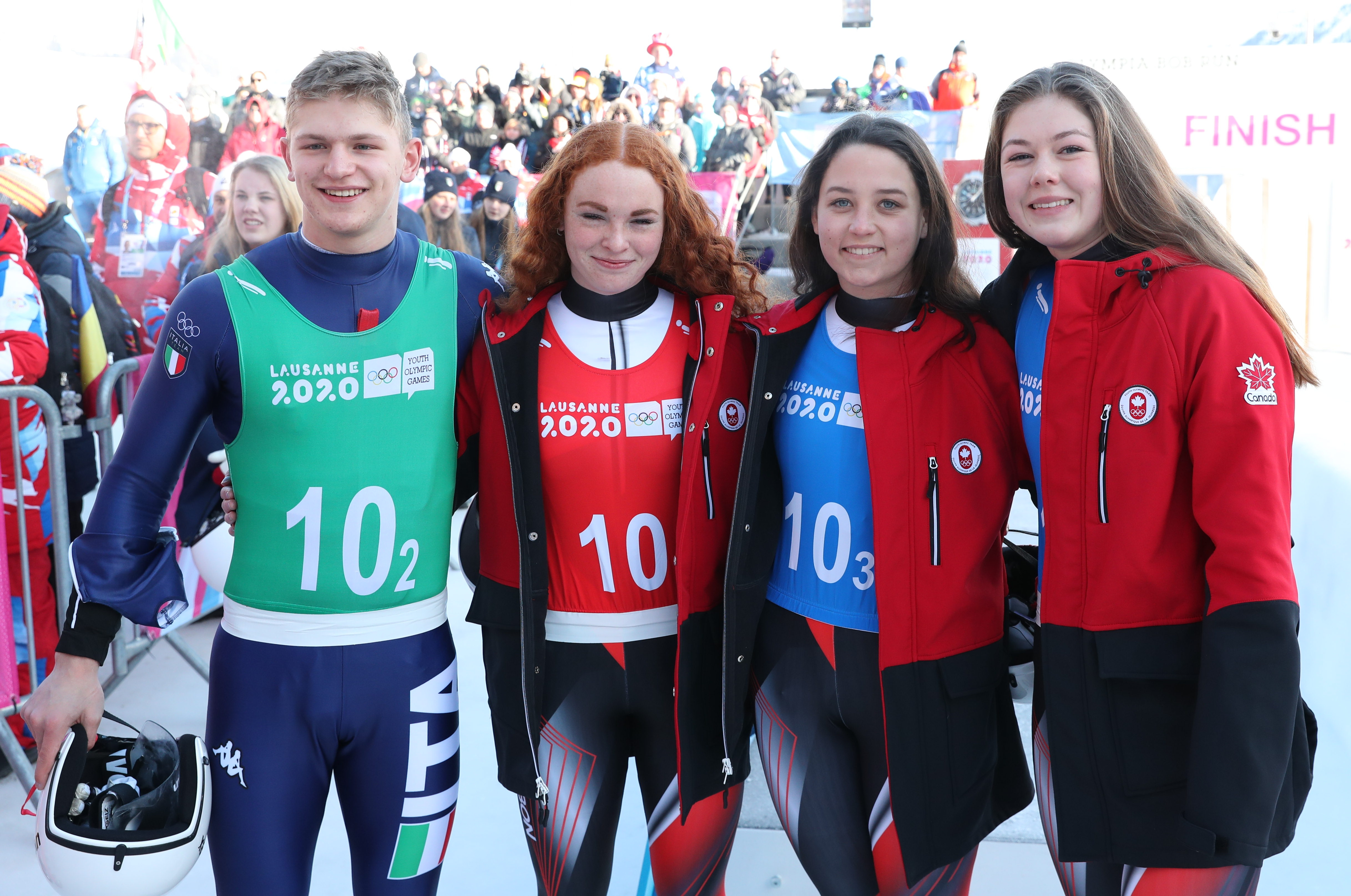
Die Teamstaffel der Olympischen Jugendspiele: Gufler – Allan – Corless – Nash